# 国際連合安全保障理事会決議39
国際連合安全保障理事会決議39（こくさいれんごうあんぜんほしょうりじかいけつぎ39、英: United Nations Security Council Resolution 39, UNSCR39）は、1948年1月20日に国際連合安全保障理事会で採択された決議。直前の決議第38号に続きインド・パキスタンのカシミール情勢に関してのものである。
3人の委員からなる委員会を設置することにより、カシミール紛争の平和的解決を支援することを申し出た。 1人はインド、1人はパキスタンから選出し、残る一人はこの2人のメンバーから選出することとし（これは国際連合安全保障理事会決議31にてオランダ・インドネシア間に設けたものと同様である）。委員会は、安全保障理事会に、この地域のさらなる平和を支援するためにどのような行動が最善であるかについて助言する共同書簡を書くことを任務とした。

## 委員会の役割
この委員会は、「事実を調査」し、安全保障理事会から与えられた「指示を実行」することになっていた。調査は、インドが1948年1月1日付で提出した書簡に記載されているジャンム・カシミール州地方の状況に関する申し立てに対処するものであった。次に、パキスタンが1948年1月15日に提出した書簡で提起したその他の問題についても、「安全保障理事会の指示」があれば、調査することになっていた。パキスタンの主張は、インドがインド・パキスタン分離独立を元に戻さんとしていること、東パンジャーブやデリーなどでイスラム教徒に対する「大量虐殺（ジェノサイド）」を行っていること、ジュナガドを強制的かつ不法に占領していること、「詐欺（fraud）と暴力（violence）」によってジャンムー・カシミールの加盟を得たこと、パキスタンを直接軍事攻撃で脅していることなど、多岐にわたっていた。 

## 交渉と余波
この決議は、理事会の議長国であるベルギーが提出したもので、カシミール地方の紛争処理のために国連に派遣されたフィリップ・ノエル・ベイカー英連邦関係担当閣僚を団長とする英国特別代表団の影響が大きかった。ノエル・ベイカーは「ヴァン・ランゲンホーヴ（Van Langenhove）が私たちに大きく導かれているという事実は知られていない...そして、私たちはそれが知られないようにあらゆる予防措置をとっている。」と主張している。 決議は、ウクライナ・ソビエト社会主義共和国とソビエト連邦が棄権したが、9票の賛成で可決された。
また、英国代表団は、国連の支援の下でカシミール地方に公平な行政を行うことを受け入れるよう、インドを説得しようとした。政権は「中立（neutral）」な議長が率い、カシミール地方は国連が任命した中立な司令官の下で共同軍事占領されることになっていた。初め米国はこの遠大な提案を支持しなかった。   
英国代表団は、国連委員会を安全保障理事会のもとに従属させ、和解案策定の実際の作業はニューヨークで行うことを意図していた。そのため、事態が急を要するものであったにもかかわらず、1948年4月21日に安保理で国際連合安全保障理事会決議47が無投票で可決されるまで、実際には委員会の設立に向けた動きはなかった。 委員会が結成され、インド亜大陸に到着するまでには、さらに11週間が経過していた。後に国連外交官のジョセフ・コーベル（Josef Korbel）は、国連委員会の結成が遅れたことを批判する言葉を残している。冬の間、戦闘は小さな小競り合いになっていた。コーベルは、夏になって戦闘が再開される前に委員会が到着したことで、その効果が薄れたのではないかと考えている。委員会が動き出した時には、政治的・軍事的状況が1948年1月から4月までのものとは全く異なっていた。 
遅延の要因は、1948年4月30日までパキスタンが先述の国連委員会の代表を指名しなかったことであると後に判明した。 

## 決議全文
以下はその和訳。
[S/654]
安全保障理事会は、その継続によって国際的な平和と安全の維持を危うくする可能性のある紛争または状況を調査することができ、また、インド・パキスタン間の現行の情勢においては、このような調査が緊急の問題であることを考慮して、次の決議を採択する。

A. 安全保障理事会の委員会は、3つの国際連合加盟国の代表で構成され、1人はインドが選出し、1人はパキスタンが選出し、3人目は選出された2人によって指名されるものとする。3人委員会の各代表は、自分の補欠者および補佐人を選ぶ権利を有する。

B. 委員会は、可能な限り速やかに現地に赴くものとし、安全保障理事会の権限に基づいて、また安全保障理事会から受けた指示に従って行動する。さらに委員会は、その活動と事態の進展について安全保障理事会に常に報告しなければならない。また、安全保障理事会に定期的に報告し、結論と提案を提出しなければならない。

C. 委員会には2つの機能が与えられている。

(1) 国際連合憲章第34条に基づき、事実を調査すること。

(2) 安全保障理事会の作業を中断することなく、難局を打開するための仲介的な影響力を行使し、安全保障理事会から与えられた指示を実行し、安全保障理事会の助言と指示があった場合には、それがどの程度有効であったか・実行されたかを報告する。

D. 委員会は、安全保障理事会の指示があった場合、1948年1月1日付の安全保障理事会議長宛のインド代表の書簡4および1948年1月15日付のパキスタン外務大臣宛の書簡5に記載されているジャンムー・カシミール州の状況に関して、また、1948年1月15日付のパキスタン外務大臣宛の書簡に記載されているその他の状況に関して、第C項に記載されている機能を果たす。

E. 委員会は、多数決で決定を行う。委員会は、独自の手続きを決定する。委員会は、その使命を果たし、結論を得るために必要な任務を、委員、補欠委員、その補佐役、および委員会の職員に割り当てることができる。

F. 委員会、そのメンバー、補欠メンバー、そのアシスタント、およびその職員は、その任務の必要に応じて、特に、安全保障理事会が把握している事件の舞台となっている地域内を、個別にまたは共同で旅行する権利を有する。

G.事務総長は、必要と思われる人員および援助を委員会に提供する。
なお、国連憲章第34条では「安全保障理事会は、いかなる紛争についても、国際的摩擦に導き又は紛争を発生させる虞のあるいかなる事態についても、その紛争又は事態の継続が国際の平和及び安全の維持を危くする虞があるかどうかを決定するために調査することができる。」と定めている。